# 秋 (小说)
《秋》，中国作家巴金的长篇小说，激流三部曲（《家》、《春》、《秋》）中的第三部。高家大族如同凋零的老樹，葉子一片片枯萎，風氣敗壞，禮教吃人，最終難逃全盤的崩毀。

## 故事情節
蕙的弟弟，枚，如同他的姐姐一樣，接受父親訂下的婚事。枚自小所觸及的，全部都是古文古書，彷彿被洗腦的一般，打從心底順從父親。他曾疑惑過，但父親的話永遠是對的。覺新受蕙生前囑託，要好好照料枚，可是枚的父親，周伯濤，是一個極要面子又古板的父權主義者，認為他自己有決定兒女終身大事的權利。因而在蕙逝世後，仍深信，嫁出去的女兒是潑出去的水，為了禮教，遲遲未將她下葬。覺新又幫著枚的婚事，他關心枚，卻無法幫助他，只能繼續把他推向眼前的深淵。後枚因父親的固執而誤了性命。
高家四叔、五叔在外搭館，將婢女收房，甚至公然請小旦到宅院內飲酒作樂；姨嬸之間勾心鬥角，閒言閒語流遍了院內。她們常常挖苦覺新，或是將覺新當成受氣包，給他難堪。長輩中，三叔儼然是族長，也唯有他，才能鎮住其他人的無事起波。在平輩中，年紀稍小的看見大人都樣學樣不學好，成天蹺課逃學，沒事便粗話滿口調戲小婢。裹小腳的四妹淑貞受不了五嬸的打罵出氣，竟投井自盡。婢女倩兒生了重病，因主人四嬸的無情，請不來醫生而撒手人寰。
覺民的學生運動愈轉激烈，想法也和覺新愈顯分歧。三妹淑華的思想也較不為舊制度束縛。然而，三叔最後被四叔、五叔氣死，大家族也四分五裂，祖產亦隨著分家而散去。